# Crassignatha haeneli
Crassignatha haeneli is een spinnensoort uit de familie Symphytognathidae. De soort komt voor in Maleisië.